# Rekomendacja S
Rekomendacja S – dokument stanowiący zbiór zasad dotyczących dobrych praktyk w zakresie ekspozycji zabezpieczonych hipotecznie (tj. należności banków wynikających z udzielonych kredytów hipotecznych). Jest to zbiór zaleceń w stosunku do wewnętrznych systemów kontroli wykorzystywanych we wszystkich bankach objętych przepisami prawa polskiego.
Rekomendacja S została opracowana przez Komisję Nadzoru Finansowego na podstawie art. 137 pkt 5 ustawy z dnia 29 sierpnia 1997 r. Prawo bankowe. Dokument ten został opublikowany po raz pierwszy w 2006 r., jednak w związku z doświadczeniami rozwoju akcji kredytowej, a także wnioskami z globalnego kryzysu finansowego w 2013 r. został on powtórnie zmieniony. Zmiany te dotyczyły m.in. kwestii kredytów walutowych, długości maksymalnego okresu kredytowania, czy też minimalnego wkładu własnego.
Celem Rekomendacji S jest zapewnienie wysokiej jakości portfeli kredytowych banków, a poprzez to także poprawnej sytuacji wszystkich uczestników rynku nieruchomości i całej gospodarki (w dokumencie znajduje się m.in. następujące uzasadnienie konieczności wprowadzenia bardziej restrykcyjnych zasad w zakresie procedury udzielania kredytów hipotecznych: […] nadmierne złagodzenie zasad badania zdolności kredytowej mogłoby prowadzić do nieuzasadnionego wzrostu cen nieruchomości (zwłaszcza w połączeniu z możliwym łagodzeniem polityki pieniężnej), a tym samym do pogorszenia sytuacji przeciętnych gospodarstw domowych na rynku nieruchomości, które musiałyby zaciągnąć wyższe zobowiązania w celu zakupu tej samej nieruchomości).
Obszary objęte Rekomendacją S to (stan na 24.05.2015 r.):
1. zarząd i rada nadzorcza,
2. identyfikacja, pomiar i ocena ryzyka ekspozycji kredytowych zabezpieczonych hipotecznie,
3. zabezpieczenia,
4. monitorowanie i raportowanie w zakresie ryzyka ekspozycji kredytowych zabezpieczonych hipotecznie,
5. system kontroli wewnętrznej,
6. relacje z klientami[3].